# 新機動戰記GUNDAM W機體列表
本列表介紹日本動畫《新機動戰記GUNDAM W》及其衍生系列作品內登場的機動戰士。
在下列的機體描述當中，將會使用以下簡稱來表達不同媒體的系列作：
- 電視作品《新機動戰記GUNDAM W》（簡稱《TV版》）
- OVA及劇場版《新機動戰記GUNDAM W 無盡的華爾茲》（簡稱《EW》）
- 漫畫《新機動戰記高達W 無盡的華爾茲 敗者們的榮耀》（簡稱《敗榮》）
- 漫畫《新機動戰記GUNDAM W 〜蒂爾的衝動〜》（簡稱《TI》）
- 漫畫《新機動戰記GUNDAM W G-UNIT》（簡稱《G-UNIT》）
- 小說《新機動戰記GUNDAM W 冰結的淚滴》（簡稱《FT》）

## 性能級數
出自一部份模型說明書和設定資料集內的設定，用來表達AC世界中MS的性能和特點。基準有以下五項，每項都是基於力傲（100級）的相對值。不過，電視動畫之後阱場的機体就再沒有此設定。
- 作戰能力（Fighting ability）
- 攻擊火力（Weapon ability）
- 機動能力（Speed ability）
- 引擎出力（Power ability）
- 防禦能力（Armour ability）

## 殖民地反聯合／G小隊
- 流星作戰（Operation Meteor）原本是以巴頓財團爲首，開始發起針對地球的反擊作戰，其作戰計劃的全貌為破壞宇宙殖民地X-18999的拉格朗日點，使之偏離軌道並墜落地球，再由五台新型MS進行鎮壓。由於五機均由GUNDAM尼姆合金製成，因此被稱為「GUNDAM」。但整個作戰計劃被五位GUNDAM科學家徹底修改作戰內容。
- 機體設計方面，TV版由大河原邦男負責、《EW》版由Katoki Hajime（カトキハジメ）負責，Katoki再設計的EW版本五機與TV版五機在設定上為同一台，為區分兩者，官方會在機體名稱後標註為「（EW版）」。
- 漫畫《新機動戰記GUNDAM W 〜蒂爾的衝動〜》中，羅姆斐拉財團於莉莉娜女皇宣佈解除武裝後，為重建軍力而秘密建造機動戰士。以最大的敵人「GUNDAM」作為靈感，財團決定以五台GUNDAM之外觀與特性而進行量產化。

### 飛翼GUNDAM
OZ視為1號機，稱之為「01」
於L1殖民地建成，設計理念為「一擊脫離」的機體。破壞步槍火力足以一擊消滅戰艦、基地或MS部隊，由於來福槍上的電池只有三顆，因此只能發射三次。
本機為初期五台GUNDAM中唯一能變形成為飛行形態的機體，變成飛行型態時能單獨突入大氣層。
- 特殊裝置：

可變形機構
自爆裝置（Self-destruct System）
飛翼GUNDAM（EW版）
由Katoki再設計的飛翼GUNDAM，登場於漫畫《新機動戰記GUNDAM W Endless Waltz 敗者們的榮耀》
與TV版同樣可以變形成鳥形態，其推進完全依靠背上之翅膀。
每個能源彈匣裡有3顆來福槍電池，其目的是用來增加破壞步槍的使用次數。光束軍刀直接置於盾牌內側，盾牌也不像TV版會先折疊再送出光束軍刀。
- 特殊裝置：

能源彈匣（Energy Cartridge）x1～2
自爆裝置（Self-destruct System）
可變形機構

### 飛翼GUNDAM零式
此機設計圖於十五年前（A.C.180），由五位GUNDAM科學家以OZ原型機托爾吉斯之資料完成，也是參與流星作戰的五台GUNDAM之原型機，但因被認為其威力過強，再加上當時的製造技術根本無法製造而未被實體化，之後五位GUNDAM科學家各自採用此機的部分資料加上托爾吉斯為基礎，各自獨立研發出自己心目中的機體。在流星作戰發動後，沙漠GUNDAM駕駛員卡特爾·拉巴伯·溫拿因父親遭OZ謀殺後，並從H教授的資料庫中取得了本機的設計資料，並以家族財產讓此機問世以作復仇。本機外觀及武裝大致與飛翼GUNDAM相似，但其性能與武裝威力均為所有機體之冠。
雙管破壞步槍能合併或雙手各持一把分開發射，相對飛翼GUNDAM只能發射三次的破壞步槍，此武裝沒有發射次數限制(是直接由本機内部的發電機提供能量)，火力足以一擊毀滅宇宙殖民地。使用光束劍時力量也足以壓倒地獄死神GUNDAM等近身戰機體，盾牌前端能向前方彈出作攻擊用。
此機為首台搭載「零式系統」（Z.E.R.O. System）之機體。零式系統能預測敵人動向或戰場上任何活動，並把資料直接輸入駕駛員腦中，其中也包含駕駛員的行動所產生的後果（包括死亡的方式）。假如兩者配合得宜，機體戰力能以倍數提升，但由於大量預測資料會對駕駛員造成龐大的精神壓力，因此駕駛員如沒有強韌的精神力與無懼死亡的勇氣會精神崩潰，甚至死亡。
於動畫中，此機是唯一一台被五位GUNDAM駕駛員駕駛過的GUNDAM。
- 特殊裝置：

可變形機構
零式系統（Zoning & Emotional Range Omitted System）
自爆裝置（Self-destruct System）

#### 飛翼GUNDAM零式 原型機（EW版）
為天使羽翼版的飛翼鋼彈零式的原型機，一般飛翼鋼彈零式的改良EW版
出自《敗者們的榮耀》，跟飛翼GUNDAM（EW版）相同。
武裝與飛翼鋼彈零式(EW)大致相同

#### 飛翼GUNDAM零式（EW版）
與TV版的不同點︰飛翼從一對增至兩對並把造型改成天使羽翼（此設計導致可變形機構失去），從而可單獨突入大氣層。盾牌被刪去，雙管破壞步槍能掛於背上（漫畫設定），光束軍刀存放位置從雙肩改為背後之一對翅膀上。但實際上跟TV版的飛翼零式是同一台機體。
於漫畫《敗者們的榮耀》中，飛翼的改動及變形機構是希羅在A.C.195年大戰後，斯德畢爾之亂前大幅度改造，將多魯基斯F上的翼狀平衡翼移植往本機。其改造連設計時間之快使狄奥、特洛瓦及卡特爾十分震驚。
- 矮星破壞砲

出自《敗者們的榮耀》，跟飛翼GUNDAM（EW版）相同。
- 特殊裝置：

可變形機構 （漫畫《敗者們的榮耀》）
零式系統（Zoning & Emotional Range Omitted System）
自爆裝置（Self-destruct System）
- 備註︰

當初為與TV版飛翼零式作區分，曾稱「飛翼GUNDAM零式改」、「飛翼GUNDAM零式特裝型」（ウイングガンダムゼロカスタム，Wing Gundam Zero Custom）。2014年發售的RG高達模型名稱表記為「飛翼GUNDAM零式EW」。現時各媒體在所有EW版機體名後統一加上在（EW版）字樣以資識別，沒加上的就指向TV版。
熾天使型飛翼鋼彈
登場於漫畫《新機動戰記GUNDAM W 〜蒂爾的衝動〜》。以飛翼GUNDAM零式（EW版）為基礎再加上GUNDAM路西法的資料而製造之量產機，在殖民地X-18722上最少有六台。原本位於背上的主翅膀被改至腰間，於使用零式系統2.5版時會張開並提高機動性。
改良之2.5版本的零式系統能提供更優秀之戰鬥資料，並改善了對駕駛員精神影響的問題。
- 特殊裝置︰

零式系統2.5版（Zoning & Emotion Range Omitted System Version 2.5）
- 備註：

Seraphim意思為熾天使。
路西法鋼彈
登場於漫畫《新機動戰記GUNDAM W 〜蒂爾的衝動〜》。以飛翼GUNDAM零式（EW版）為基礎，本機之開發目的純為測試經過改良之零式系統，並不配備任何武裝。相對飛翼GUNDAM零式和次代GUNDAM，雖然新系統能提供更準確的預報資料，但同時會強迫駕駛員執行其提出的行動。
- 特殊裝置︰

零式系統2.0版（Zoning & Emotion Range Omitted System Version 2.0）
- 備註：

Lucifer即為「路西法」。
飛翼鋼彈白雪公主前奏曲
出自小說《新機動戰記鋼彈W 冰結的淚滴》，是主角希洛·唯在《無盡的華爾茲》數十年後的新座機。此機由W教授「為了對抗強者的必要之力」而進行開發，以飛翼鋼彈零式原型機為基礎，運用現代最新技術進行修改，配備新型破壞步槍與特色武裝「七矮星」。最初登場時全機包覆著披風，完全無法辨識外型。
原本負責機械設計的KOTOKI HAJIME打算等動畫化後再發表，在作者隅沢克之請求之下，才把白雪公主（暫時）的造型放在《冰結的淚滴》。
- 特殊裝置：

零式系統（Zoning & Emotional Range Omitted System）
自爆裝置（Self-destruct System）

### 死神GUNDAM
OZ視為2號機，稱之為「02」
於L2殖民地建成，設計理念為「偷襲」的機體。背上之兩個超絕干擾器能讓一定範圍內的雷達偵測完全失靈，因此本機能夠突然出現於敵人面前給予傷害後又悄然離開。
光束鐮刀於配合大幅度斬擊能瞬間砍殺大量敵機。破壞盾牌前端可射出光束刀刃直接攻擊，或是於啟動盾牌內之噴射器後整個射向敵機。
- 特殊裝置：

自爆裝置（Self-destruct System）
死神GUNDAM（EW版）
由Katoki再設計的死神GUNDAM，登場於漫畫《新機動戰記高達W Endless Waltz 敗者們的榮耀》。
其光束鐮刀不能改變角度，破壞盾牌兩側的刀刃改成鉗子，且固定在左手上，不能飛射出去，但是整塊盾牌可以前後移動。
- 特殊裝置：

自爆裝置（Self-destruct System）
死神鋼彈 可變蝙翼(EW)
由Katoki再設計的死神GUNDAM，登場於漫畫《新機動戰記高達W Endless Waltz 敗者們的榮耀》。
死神鋼彈原罪型的前身機，機體背後多增加了可變蝙翼裝備，使死神鋼彈(EW)推進等性能上升。
- 特殊裝置：

自爆裝置（Self-destruct System）

#### 地獄死神GUNDAM
在死神GUNDAM回到宇宙後，因推進器樣式不適合宇宙戰而被OZ第一代MD陶拉斯（Taurus）擊毀。被擊破的死神GUNDAM被OZ回收到兵工廠，原要被解體處置，但被俘虜至OZ的五位GUNDAM科學家秘密藏起進行改造，直至完成度達80%時交由迪歐自行完成此機。改造的重點共有：強化防禦力，改造推進器使之適應宇宙與地球戰場，並強化原本武器以利持久作戰，以及強力的EMC電子干擾系統，封鎖敵人機體所有的電子通訊設備，加上裝甲塗層是以黑色為主，於宇宙或黑暗環境中利於進行暗殺戰。
主武裝之光束鐮刀從一道光束增至兩道，機體肩部增加了活動斗篷，於戰鬥時能張開以保持靈活性，斗篷表面之抗光束塗膜能增加對光束武器的防禦能力。
- 特殊裝置：

自爆裝置（Self-destruct System）
地獄死神GUNDAM（EW版）
與TV版不同點︰抗光束活動斗篷外觀更貼近蝙蝠翅膀（開啟方向從向上改為橫向），破壞盾牌改為設於雙手的小型護盾，光束鐮刀之刀刃從兩道改為一道。實際在設定上與TV的地獄死神是同一台機體，武裝在也與TV相同，只是破壞盾牌跟其中一道光束鐮刀在TV最終戰被破壞才在196年出動時緊急修補成現狀。
- 特殊裝置：

自爆裝置（Self-destruct System）
- 備註︰

當初為與TV版地獄死神作區分，曾稱「地獄死神GUNDAM改」、「地獄死神GUNDAM特裝型」（ガンダムデスサイズヘルカスタム，Gundam Deathscythe-Hell Custom）。現時各媒體在所有EW版機體名後統一加上在（EW版）字樣以資識別，沒加上的就指向TV版。
地獄死神鋼彈（EW版／破壞盾裝備）
出自《敗者們的榮耀》，跟一般EW版相同，但追加了地獄死神鋼彈原有機體的破壞盾牌。
死神鋼彈原罪型
登場於漫畫《新機動戰記GUNDAM W 〜蒂爾的衝動〜》。以地獄死神GUNDAM（EW版本）為基礎並於殖民地X-18722製造之量產機，設計理念同樣為偷襲。原本位於背上的活動斗篷被改至腰間。
稜鏡顆粒塗膜能使光線偏折從而使本機能完全隱形。
- 特殊裝置︰

稜鏡顆粒塗膜（Prism Particle Coating）
死神鋼彈原罪特裝型
登場於漫畫《新機動戰記GUNDAM W 〜蒂爾的衝動〜》。使用海德拉GUNDAM殘留在「戰士之墓」中的零件，並作緊急調整後所產生的機體。
雙肩被追加肩爪以增強遠距離作戰能力，背部被追加內藏噴射器的裙甲以增強機動性。
- 特殊裝置︰

稜鏡顆粒塗膜（Prism Particle Coating）

### 重砲手GUNDAM
OZ視為3號機，稱之為「03」
於L3殖民地建成，設計理念為「高火力殲滅型」的機體，有「移動的彈藥庫」之稱，作戰時常以著名的全彈發射瞬間殲滅敵方部隊與基地。由於彈藥消耗速度高，因此常出現面臨彈藥用光的窘境，當彈藥全部用光後，為減輕重量通常會把左前臂之光束格林機槍及盾牌棄掉，介時武裝只餘下右前臂的軍刀(此軍刀也是由鋼彈尼亞姆合金所製成的)，但由於特洛瓦的優秀作戰能力，因此能靈活運用此軍刀而讓重武裝GUNDAM安然撤退。
- 特殊裝置：

自爆裝置（Self-destruct System）
重武裝GUNDAM（EW版）
由Katoki再設計的重武裝GUNDAM，登場於漫畫《新機動戰記GUNDAM W Endless Waltz 敗者們的榮耀》
是完全使用實彈系武器的機體，其塗裝大致上與TV版相近。
背包右側的掛架可裝設格林機槍的彈倉，手持的格林機槍不使用時，可置於背包左側的掛架上。
- 特殊裝置：

格林機槍彈倉（Gatling Gun Magazine）x1
自爆裝置（Self-destruct System）
重武裝GUNDAM（EW版/刺蝟彈倉裝備）
為重武裝鋼彈(EW)後續改良機，重武裝鋼彈改良型(EW)前身機，登場於漫畫《新機動戰記GUNDAM W Endless Waltz 敗者們的榮耀》
- 特殊裝置：

格林機槍彈倉（Gatling Gun Magazine）x1
自爆裝置（Self-destruct System）
刺蝟彈倉

#### 重砲手GUNDAM改
於故事後期經過技師霍華等人的改造後成為宇宙戰專用機，除把光束格林機槍的砲管從一門變成兩門外，此機性能與武裝維持不變。
- 特殊裝置：

自爆裝置（Self-destruct System）
重武裝GUNDAM改（EW版）
與TV版的不同點︰塗裝改以海綠色為主，軍刀及手持格林機槍上的盾牌被刪去，二連裝光束格林機槍從一具改為二連裝格林機槍兩具，胸部格林機槍從兩座增至四座，飛彈及導彈總數增至九十發。
本機右側臉部能戴上一枚小丑面具（與特洛瓦於馬戲團中所戴的樣式相同）。
- 特殊裝置：

自爆裝置（Self-destruct System）
- 備註︰

當初為與TV版重砲手改作區分，曾稱「重砲手GUNDAM特裝型」（ガンダムヘビーアームズカスタム）。現時各媒體在所有EW版機體名後統一加上在（EW版）字樣以資識別，沒加上的就指向TV版。
迪林格鋼彈
以重武裝GUNDAM改（EW版本）為基礎並於殖民地X-18722製造之量產機。由於設計理念為希望此機種能於城市或基地等狹小空間使用，雷達有效範圍被縮小。
- 備註：

Derringer即為，是一種大口徑的小型手槍，俗稱「掌心雷」。

### 沙漠GUNDAM
OZ視為4號機，稱之為「04」
於L4殖民地建成，主要對應沙漠作戰的近戰用機體。與其他四台GUNDAM的作戰定義相異，此機並非突擊作戰專用而是團體作戰用的機體。由於卡特爾常與中東部隊馬格亞那克隊一同作戰，而卡特爾作為全隊隊長，H教授因此加強裝甲讓沙漠GUNDAM可以一馬當先領導部隊衝出火線攻擊。
十字粉碎機由背包、兩把電熱彎刀及盾牌組成，使用時彎刀能像鉗子般夾毀敵機。屏蔽閃光裝置位於盾牌上，形狀如兩顆眼睛，是一種致盲閃光系統（Blinding Flare System）。
本機擁有特殊自爆裝置，於啟動時駕駛艙會自動打開以供駕駛員逃生。
- 特殊裝置：

十字粉碎機（Cross-crusher）×1
自爆裝置（Self-destruct System）
沙漠GUNDAM（EW版）
由Katoki再設計的沙漠GUNDAM，登場於漫畫《新機動戰記GUNDAM W Endless Waltz 敗者們的榮耀》
其十字粉碎機不必把背包拆卸下來，用盾牌及兩把電熱彎刀即可組成；盾牌的樣式與沙漠鋼彈改（EW版）不同，近似於TV版的盾牌。電熱彎刀的刀身亦較原版大型化。
沙漠鋼彈（EW版／犰狳裝備）
漫畫《敗者們的榮耀》登場的原創裝備「犰狳裝備」，此裝備增設了大型化背包，內藏推進器由可卸式增設裝甲構成，機身兩側掛載從馬格亞納克裝備改造而來的巨大盾型裝甲，內裡追加推進器以大推力強化了高高度的跳躍能力。增設裝甲具備多處可動機構，並為可拆卸式設計，可依據不同的跳躍、戰鬥姿態調整，武裝部份則同樣附上招牌的電熱彎刀與光束機槍。

#### 沙漠GUNDAM改
此機在經過山克王國一役後來到宇宙，經過技師霍華等人的幫助將其改造成宇宙用機體，追加一把光束機槍以強化中距離攻擊能力，由於原本陸戰用背包改造成宇宙用，十字粉碎機（Cross-crusher）被廢除。改造後此機性能僅有少許提升。
於後來與武裝組織白色獠牙之戰役中，飛翼GUNDAM零式駕駛員希洛·唯為增強GUNDAM戰隊的團體戰力，曾要求霍華把「零式系統」（Z.E.R.O. System）搭載在此機中，藉由零式系統讓卡特爾能夠指揮眾GUNDAM與敵方MD部隊作戰，但隨著卡特爾的指揮能力覺醒，此機的零式系統便被永久卸下。
- 特殊裝置：

自爆裝置（Self-destruct System）
沙漠GUNDAM改（EW版）
與TV版的不同點︰塗裝改以淺紫色為主，光束機槍被刪去，電熱彎刀體積更大。
本機可在雙肩披上沙漠用斗篷從而能抵抗突入大氣層時的高溫，斗篷可於作戰時卸下。
十字粉碎器不必把背包拆卸下來，用盾牌及兩把電熱彎刀即可組成。
- 特殊裝置：

十字粉碎器（Cross-crusher）x1；劇中未使用
自爆裝置（Self-destruct System）
- 備註︰

當初為與TV版沙漠改作區分，曾稱「沙漠GUNDAM特裝型」（ガンダムサンドロックカスタム）。現時各媒體在所有EW版機體名後統一加上在（EW版）字樣以資識別，沒加上的就指向TV版。
沙獅GUNDAM
登場於漫畫《新機動戰記高達W 〜蒂爾的衝動〜》。以沙漠GUNDAM改（EW版本）為基礎並於殖民地X-18722製造之量產機，設計理念為「手持冰之刃的近戰專用機」。電熱彎刀被改為直接裝在雙前臂上，能使敵機裝甲於瞬間冷卻至絕對零度（攝氏-273.15度）之「高冷彎刀」。
沙獅GUNDAM特裝型
登場於漫畫《新機動戰記高達W 〜蒂爾的衝動〜》。使用GUNDAM亞斯克雷普歐斯殘留在「戰士之墓」中的零件，並作緊急調整後所產生的機體。
雙肩被追加蛇爪以增強接近戰能力，雙腳被追加推進部件以增強機動性。

### 神龍GUNDAM
OZ視為5號機，稱之為「05」
於L5殖民地建成，一台擁有中國色彩之近戰突擊用機體。由於L5殖民地居民均是中國「龍族」的後代，因此本機與中國風有關，如模仿中國戰士的「光束長刀」與象徵中國傳說中的龍的「神龍鉗」。神龍鉗具有伸縮功能，爪上之兩個火焰發射器能放出中距離射程的火焰。
駕駛員五飛常稱神龍GUNDAM為「哪吒」，以紀念其妻龍妹蘭（自稱哪吒）因駕駛托爾吉斯始龍（Tallgeese）保護五飛與L5殖民地與OZ對抗而傷重戰死。
本機為參與流星作戰的五台GUNDAM中唯一沒有自爆裝置之機體。
神龍鋼彈（EW版）
由Katoki再設計的神龍GUNDAM，登場於漫畫《新機動戰記GUNDAM W Endless Waltz 敗者們的榮耀》
其神龍鉗只是巨大的機械爪而已，不具伸縮的功能。原本TV版的光束長刀（Beam Glaive），改成光束三叉戟。
本機的塗裝與TV版最為相近。
神龍鋼彈(EW版/獠牙裝備)
由Katoki再設計的神龍GUNDAM，登場於漫畫《新機動戰記GUNDAM W Endless Waltz 敗者們的榮耀》
神龍鉗再度調整後，也搭配了擁有可以伸縮刀柄的裝備，也將原有的光束三叉戟暫時替換成獠牙刀。

#### 雙頭龍GUNDAM
因推進器不適合宇宙戰，加上經歷多次作戰，神龍GUNDAM已嚴重受損，因此五飛故意讓羅姆斐拉財團技師長茲巴洛夫捕獲，藉此讓神龍GUNDAM抵達月面基地，再由被俘虜至OZ之五位GUNDAM科學家秘密藏起進行改造。改造重點共有：強化機動性，改造推進器以適合宇宙及地球戰場，增加與強化武裝。
光束長刀被改為光束三叉戟，神龍鉗從一頭增至兩頭，機體背部追加了仿照龍尾造型之二連裝光束砲。此機改造後外觀更貼近中國古代武士。
- 特殊裝置：

自爆裝置（Self-destruct System）
- 備註︰

本機名稱「Altron」由普通話發音「二頭龍」（Er Tou Long）演變而成。
雙頭龍鋼彈（EW版）
與TV版不同點︰塗裝從鮮綠改為以軍綠為主，二連裝光束砲、火焰放射器及盾牌被刪去，神龍鉗體積更大，可延性更高，神龍鉗的攻擊方式由撞毀敵機改為以龍首狀之大型鉗子夾毀敵機。
- 特殊裝置：

自爆裝置（Self-destruct System）
- 備註︰

當初為與TV版沙漠改作區分，曾稱「雙頭龍GUNDAM改」、「雙頭龍GUNDAM特裝型」（アルトロンガンダムカスタム，Altron Gundam Custom）或「哪吒GUNDAM」（ガンダムナタク，Gundam Nataku）。現時各媒體在所有EW版機體名後統一加上在（EW版）字樣以資識別，沒加上的就指向TV版。
雙頭龍鋼彈（EW版／胡蝶裝備）
出自《敗者們的榮耀》，跟一般EW版相同，但追加了雙頭龍鋼彈原有機體的背部追加了仿照龍尾造型之二連裝光束砲。
天龍鋼彈（T'ien-Lung Gundam）
登場於漫畫《新機動戰記高達W 〜蒂爾的衝動〜》。以雙頭龍GUNDAM（EW版本）為基礎並於殖民地X-18722製造之量產機，覆於全身的太陽能板與反射器能使本機種於宇宙中獲得穩定的能源供應。由於本機開發理念為以零式系統遙距操縱機動木偶，因此武裝只有火神砲及神龍鉗。
- 特殊裝置︰

零式系統（Zoning & Emotion Range Omitted System）
- 備註：

「T'ien-Lung」也可寫作「Tenlong」，即「天龍」。

## OZ→世界國家／OZ普萊斯／地球圈統一聯合軍／白色革命軍／預防者
- OZ為隸屬地球圈統一聯合的特務部隊，全名為「Organization of Zodiac」，其中"Zodiac"意思為黃道，因此OZ體系的機體其命名大多來自星座或是天體。但是，由五位博士替OZ開發的機體，其命名則不在此限。
- OZ普萊斯為内部的一支直屬羅姆拉財團的特殊部队，OZ內部只有少數人知道其存在。
- 白色革命軍（White Fang）為OZ被其幕後出資者羅姆斐拉財團接管後成立的武裝組織，由地球統一聯合殘黨、OZ杜魯斯派別分子及殖民地代表組成，目的為完全脫離殖民地。
- MD（Mobile Doll）稱為機動人偶或無人駕駛機，機體內部被植入電腦程式從而使機體不需要駕駛員也能進行戰鬥。
- 預防者（Preventer）為A.C.196年地球統一國家成立後，為防止戰爭爆發及遏止恐怖活動而設立的秘密組織，雖然地球統一國家此時已廢棄大部分MS，但仍有小部分被組織藏起，只有少數高層或政要知曉其存在，屬於統一國家方的最高機密。

### 托爾吉斯
A.C.史上第一台實戰型MS，由製作GUNDAM的五位科學家於二十年前（A.C.175）完成，也是所有實戰用MS的起點，而開發目的主要希望本機能擁有高速機動性與強大的火力。然而由於當時製造引擎技術並不發達，為提高機動性因此只有加大噴射背包的尺寸，但機體面積及重量也會相應增加，在此惡劣循環下使本機的開發過程遭受嚴重阻礙，加上當時沒有任何駕駛員能承受因高速所帶來的強大G力(達到15G)，在A.C.175年時，在本機好不容易要完工之際，參與研發本機的技術團隊又臨時解散，最終本機就這樣被塵封在科西嘉島軍事基地内，爾後OZ簡化本機的設計從而製造出最基本量產型MS里歐（Leo），因而被稱為「原型里歐」（Prototype Leo）。
由於流星作戰的發動與GUNDAM的出現，以OZ當時之MS機種無法擊敗GUNDAM，因此OZ又重新開始本機的開發計畫，在經過數年的技術進步，使本機經過改良後(機體的加速度從原本的15G下降到9G以下)達到同時擁有高機動性與強大的火力，並交由OZ的「閃電伯爵」－傑克斯·馬吉斯來駕駛。
而五位GUNDAM科學家於五年後（A.C.180）以此機為基礎設計出飛翼GUNDAM零式，但五位科學家認為飛翼GUNDAM零式威力過強而決定不作實體化。之後，五位科學家各自回到自己的殖民地後，以托爾吉斯為基礎加上飛翼GUNDAM零式的概念，再各自製造出參與流星作戰的五台GUNDAM。
於動畫版第19話中，技師霍華曾向傑克斯提到自己也參與過托爾吉斯的設計，在霍華的幫助下，傑克斯與本機順利地逃向宇宙。
- 特殊裝置：

自爆裝置（Self-destruct System）
- 備註︰

機械設定︰Katoki Hajime（カトキハジメ）
名稱來自神通術士（Theurgist）。

#### 托爾吉斯（EW版）
與TV版不同點︰塗裝從純白外觀多增加了一些黃邊以及紋路等，基本上武裝方面多了電熱矛。
- 特殊裝置：

自爆裝置（Self-destruct System）
托爾吉斯F（EW版）
托爾吉斯(EW版)後續機︰武裝完全也跟原本的托爾吉斯(EW版)一樣，但後面推進器為了試驗飛翼鋼彈零式(EW版)而優先追加在托爾吉斯(EW版)進行測試，武裝方面也多增加了，戰斧以及光束破壞步槍。
- 特殊裝置：

自爆裝置（Self-destruct System）

### 托爾吉斯II
除塗裝顏色外，武裝與性能完全與原型機托爾吉斯相同，只是駕駛員是特列斯·克休里納達的關係，因此按照他的操縱習慣，對本機進行了個人化調整。其機體被塗裝成藍白相間代表特列斯對地球的熱愛。其頭部是為相似於鋼彈，而且在雙眼攝像機下的兩道紅色「淚痕」，代表著特列斯對每一位因他而戰死沙場的敵人和士兵，充滿了敬意與惋惜。
是由托爾吉斯的預備部件和資料庫所留下的機體數據所組裝而成的。
在《敗者們的榮耀》中追加了為了應對長期戰鬥，能量消耗較少的雙刃高熱軍刀。
- 備註：

機械設定︰Katoki Hajime（カトキハジメ）

### 托爾吉斯III
其中一台被預防者藏起的機體，外觀與武裝可謂承襲自托爾吉斯與次代GUNDAM，開發過程在作品中並無詳細描述，只知為OZ統帥特列斯保留予傑克斯的最後禮物，在世界陷入危機時希望傑克斯駕駛此機挺身而出。
在模型組合說明書中追加設定為這是與托爾吉斯II同時期製造的機體，因為有新加武裝導致製作時期有所延遲，未能趕上決戰而被藏匿。之後才輾轉落入「預防者」處，並轉交給傑克斯使用。
其米加加農砲火力足以一擊毀滅MO-III資源衛星；電熱鞭能收攏於左臂之盾牌中。

### 里歐
此機種為地球圈統一聯合與OZ所生產的最基礎量產機，是以托爾吉斯的設計圖為基礎，將機體部分結構簡化而成，能讓駕駛員在行動時無需承受過強的G力。主要對應陸戰用，擁有較高的穩定性與泛用性是其優勢，而且成本比較低廉，加上製作簡單而被大量生產，是A.C.中數量最多的機體（超過一千台），也是OZ體系所有量產型機種的原型機。
陸戰型里歐塗裝為草綠色，地球圈統一聯合東南亞地區塗裝為綻青色，地球圈統一聯合及白色獠牙宇宙型里歐塗裝為紫色，OZ及世界國家宇宙型里歐塗裝為綻青色。
宇宙型里歐與陸戰型里歐兩者配備的光束來福槍（Beam Rifle）其樣式並不一樣。
因其高泛用性而有著多種不同的生產形態。而裝備肩部光束砲的里歐通常為指揮官所使用。
- 備註︰

機械設定︰Katoki Hajime（カトキハジメ）
機體名稱來源自獅子座

#### 變化型
MD系統實驗機
OZ最早裝設MD系統的機種，其配置的MD系統僅作測試之用，並未用於實戰上。
- 武裝：105mm來福槍（105mm Rifle）x1
- 特殊裝置：MD系統（Mobile Doll System）

EWAC里歐（Leo EWAC）
登場於《新機動戰記GUNDAM W G-UNIT》。主要由OZ普萊斯士兵駕駛，OZ普萊斯強行偵查型MS，頸部裝備著大型的雷達天線罩（Radome）。
名稱中的EWAC意思為「Early Warning And Control」（預警與控制）。
- 武裝：光束來福槍（Beam Rifle）×1
- 特殊裝置︰自爆裝置（Self-destruct System）

雷奧斯
登場於《新機動戰記GUNDAM W G-UNIT》。星屑三騎士之一，塗裝為紅色。在整體外觀上，本機有著一身紅色塗裝般的貴族與中世紀騎士的氣息，雙肩肩甲為全新製造，還附帶流酥裝飾，這類似於中世紀騎士的盔甲，而背部可掛載著擴散斗篷一塊，整塊斗篷被施加了抗光束塗層以抵擋光束攻擊。
雷奧爾
登場於《新機動戰記GUNDAM W G-UNIT》。星屑三騎士之一，塗裝為藍色，擁有一頭長髮(其實是一個延伸平衡器來的)，機動性為三騎士中最高。在整體外觀上，本機有著一身水青金黃色澤融合般的女性化身姿，有著纖細身材、高跟鞋造型、頭部的尖銳天線等，比起里歐，透過增設在背部的飛翼穩定器，能夠讓本機進行高速機動和一擊脫離的戰鬥方式，雙肩安裝了一對防禦護盾，既能透過設置內部的電子裝備來干擾敵方的雷達與電波發射，也能夠做到一定程度的防禦。
雷昂
登場於《新機動戰記GUNDAM W G-UNIT》。星屑三騎士之一，塗裝為墨綠色，裝甲為三騎士中最厚重，防禦力足以抵擋OZ量產型MS里歐（Leo）的105mm來福槍，而安裝在兩肩的巨大肩甲，能夠像盾牌一樣抵擋一般的攻擊，同時肩甲內部還增設火神炮一門，讓本機的攻擊能力得到一定的強化。
特製里歐
登場於《新機動戰記GUNDAM W G-UNIT》。瓦爾達·法奇爾因為搭乘此機，及其擁有的超強戰力，加上黑色的塗裝，而被稱為「黑暗破壞將軍」。
- 備註：

MS的構思來自「超改造里歐大募集」活動中，日本熊本縣宮本一俵的作品。
機體名稱與型號來自「Gundam War」卡片

### 比爾哥
由羅姆斐拉財團技師長茲巴洛夫結合陶拉斯、拜葉特（Vayeate）與麥丘留士（Mercurius）三者的技術而成。武裝繼承拜葉特的光束加農砲與安裝於右肩之小型化發電機，及麥丘留士的行星防禦系統。
本機在外觀上與拜葉特（Vayeate）、麥丘留士相同，唯有雙肩裝甲變得非常巨大，頭部採用與里歐相似的規格，以便進行搜索，而其裝甲是採用鋼彈尼姆合金所製成，但由於注重量產性，所以其裝甲的質量與精度可能不是很好。
本機種在官方設定上幾乎達到GUNDAM等級，且被植入MD系統成為OZ軍主力，作戰模式為以大型編隊在敵陣前方展開行星防禦陣線或以三機為一組展開行星防禦系統作全方位防禦，再以光束加農砲對敵方進行掃射，由於本機種塗裝為黑色，因此被稱為「戰慄的黑鬼」。
- 備註：

機械設定︰Katoki Hajime（カトキハジメ）
單一個圓盤稱為「反射磁鼓」（Reflector Drum），「行星防禦系統」（Planate Defencer）由多於一個反射磁鼓組成。
日本動畫官方網站顯示此機種反射磁鼓為3個，但從動畫版第31集、模型及機械設定可以得知正確數字應為4個。
雷射兵器、電熱兵器和火力強大之光束兵器或是MS自殺式攻擊仍有機會突破行星防禦系統。

#### 比爾哥II
白色獠牙在發動「月亮女神革命」（Artemis Revolution），襲擊並奪取OZ月面基地及未完成的宇宙戰艦天秤座號（Libra）後，根據羅姆斐拉技師長茲巴洛夫遺留之比爾哥的強化組件(增設了渦輪增壓機和燃料槽)加以改造而成，塗裝為黃綠色（OZ編制為OZ-03MD，塗裝為黑色），性能及武裝(從原本的光束加農炮改為米加光束炮)均有所提升，而雙肩肩甲被改造成可上下挪移，就像護盾一樣，方便於雙臂進行活動。MD系統增加了格鬥戰應用模式讓本機種能使用光束軍刀攻擊敵機，推進器被強化後其機動性足以和陶拉斯（Taurus）相比擬，反射磁鼓從四具增加至八具，而其武裝被追加了光束來福槍（可收納於背包內），以彌補米加光束加農砲於連射性的不足和米加光束加農砲在充能期間，使用其武裝。
在傑克斯·馬吉斯帶著次代GUNDAM加入白色獠牙後，本機種被植入戰術程式（動畫版第41話），並且能以零式系統讓身在天秤座號的操縱者按照自己的想法進行遠端操控（劇中稱此為命令系統），使其能按照戰況變更戰術。傑克斯曾以三機作為護衛攔截四台GUNDAM（地獄死神GUNDAM、重武裝GUNDAM改、沙漠GUNDAM改及雙頭龍GUNDAM）。
- 備註：

機械設定︰Katoki Hajime（カトキハジメ）
從GUNDAM EVOLVE../7可以看到黑色塗裝的比爾哥II與飛翼GUNDAM零式（EW版）交戰的身影。
單一個圓盤叫作「反射磁鼓」（Reflector Drum），「行星防禦系統」（Planate Defencer）由多於一個反射磁鼓組成。
日本動畫官網顯示此機種反射磁鼓為6個，但從動畫、模型及機械設定可以得知正確數字應為8個。

#### 比爾哥3
由P3組織（Perfect Peace People，又稱絕對和平者團體）根據比爾哥II（包含已故茲巴洛夫‧畢爾蒙所遺下的資料數據）為基礎加以改造而成，又稱Virgo Cube，塗裝為黑色。在整體外觀上，本機回溯到比爾哥的造型，且體重明顯減輕了些，在性能方面卻與比爾哥II相仿，即使是在不安裝背包的情況下，且軍事用人工智能的戰術運算系統也有很大的提升。而反射磁鼓因技術的進步，使其防禦力提升從原本八具減少至兩具。
在與特洛瓦·巴頓的重武裝GUNDAM改（EW版）作戰時，特洛瓦曾說此機種的機動性非常高。
- 備註：

塗裝的顏色來自「Gundam War」卡片。

### 拜葉特
拜葉特（Vayeate）
- 型號：OZ-13MSX1
- 駕駛員：特洛瓦·巴頓（Trowa Barton）
- 全高：16.3公尺
- 重量：7.3公噸
- 裝甲：

GUNDAM尼姆合金
碳纖陶瓷裝甲（Carbon Ceramic Armor）；兩片大腿外側裝甲
- 製造者：OZ
- 性能級數︰

作戰能力（Fighting ability）︰110級數
攻擊火力（Weapon）︰160級數
機動能力（Speed）︰125級數
引擎出力（Power）︰110級數
防禦能力（Armoured）︰130級數
以OZ量產MS里歐整體性能為100級數作基準換算。
- 武裝：

光束加農砲（Beam Cannon）x1
- 特殊裝置：

發電機裝置（Generator Unit）x1
自爆裝置（Self-destruct System）
MD系統（Mobile Doll System）
- 簡介：

OZ擊潰地球圈統一連合軍並掌握宇宙大權後，把五位GUNDAM科學家逮捕並脅迫建造OZ次世代MS。根據OZ要求，以「對GUNDAM用MS」為理念，其設計的機動性與火力均要超越GUNDAM，因此五位科學家根據此要求，以原型機托爾吉斯（Tallgeese）為基礎，製作了兩台「極致的攻與守」的MS。
本機被賦予最大型而不會使機動性降下之光束加農砲。由於火力強大之光束兵器其能量消耗巨大，為對應此缺點本機背後除推進器外另增設一個發電機裝置以供光束加農砲使用，使本武器沒有發射次數限制(但每發射一次後，就需要一定的時間進行填充能量)。機體配色為藍色，頭頂天線為尖角狀，身體造型與原型機托爾吉斯相似，但雙臂稍微粗壯。
本機與兄弟機麥丘留士（Mercurius）多為共同作戰：麥丘留士以光束軍刀、光束槍貼近敵機纏鬥，讓本機找尋機會發射光束加農砲消滅敵機。
在特洛瓦失蹤後，武裝組織白色獠牙利用其戰鬥資料把本機改為機動人偶。
- 備註：

機械設定︰Katoki Hajime（カトキハジメ）
造型設計概念為日本神話中的風神。

#### 拜葉特·休潘
拜葉特·休潘（Vayeate Shuivan）
- 型號：OZ-13MSX1B-S
- 機體類型：特製突擊型MS（Custom Assault Mobile Suit)
- 駕駛員：索俐思·亞魯摩尼亞（Solis Armonia）
- 製造者：OZ
- 武裝：

光束加農砲（Beam Cannon）x2
- 特殊裝置：

發電機裝置（Generator Unit）x2
MD系統（Mobile Doll System）
- 簡介：

外觀與OZ次世代MS拜葉特大致相同，塗裝為藍紫色，光束加農砲從一門增至兩門。本機與麥丘留士·休潘為兄弟機。
- 備註：

Shuivan在法文有「後繼」、「接下來」的意思。
塗裝的顏色來自"Gundam War"卡片。

### 麥丘留士
麥丘留士（Mercurius）
- 型號：OZ-13MSX2
- 駕駛員：希洛·唯（Heero Yuy）
- 全高：16.3公尺
- 重量：7.3公噸
- 裝甲：

GUNDAM尼姆合金
碳纖陶瓷裝甲（Carbon Ceramic Armor）；兩片大腿外側裝甲
- 製造者：OZ
- 性能級數︰

作戰能力（Fighting ability）︰150級數
攻擊火力（Weapon）︰100級數
機動能力（Speed）︰125級數
引擎出力（Power）︰130級數
防禦能力（Armoured）︰130級數
以OZ量產MS里歐整體性能為100級數作基準換算。
- 武裝：

反射磁鼓（Reflector Drum）x10
光束槍（Beam Gun）x1
毀滅盾牌（Crash Shield）x1；裝有光束軍刀（Beam Saber）
- 特殊裝置：

自爆裝置（Self-destruct System）
MD系統（Mobile Doll System）
- 簡介：

OZ擊潰地球圈統一連合軍並掌握宇宙大權後，把五位GUNDAM科學家逮捕並脅迫建造OZ次世代MS。根據OZ要求，以「對GUNDAM用MS」為理念，其設計的機動性與火力均要超越GUNDAM，因此五位科學家根據此要求，以原型機托爾吉斯（Tallgeese）為基礎，製作了兩台「極致的攻與守」的MS。
本機被賦予能抵擋其兄弟機拜葉特（Vayeate）光束加農砲之行星防禦系統，當背部的反射磁鼓於機體前方展開形成防禦力場時能抵擋實彈與光束攻擊。其機體配色為紅色，頭頂天線為彎月狀，身體造型與拜葉特幾乎一模一樣。
本機與拜葉特多為共同作戰：本機以光束軍刀、光束槍貼近敵機纏鬥，讓拜葉特找尋機會發射光束加農砲消滅敵機。
在希洛逃離OZ後，武裝組織白色獠牙利用其戰鬥資料把本機改為機動人偶。
- 備註：

機械設定︰Katoki Hajime（カトキハジメ）
Mercurius為拉丁文，是羅馬神話中諸神的信差既商務之神‧墨丘利（Mercury），造型設計概念為日本神話中的雷神。
單一個圓盤稱為"反射磁鼓"（Reflector Drum），"行星防禦系統"（Planate Defencer）由多於一個反射磁鼓組成。
電熱兵器、火力強大的光束兵器或MS自殺式攻擊仍有機會突破行星防禦系統。

#### 麥丘留士·休潘
麥丘留士·休潘（Mercurius Shuivan）
- 型號：OZ-13MSX2B-S
- 機體類型：特製近戰型MS（Custom Close Combat Mobile Suit）
- 駕駛員：露娜·亞魯摩尼亞（Luna Armonia）
- 製造者：OZ
- 武裝：

光束槍（Beam Gun）
光束軍刀（Beam Saber）x2
行星防禦盾牌（A.S. Planet Defensor）x1
反射磁鼓（Reflector Drum）x20
- 特殊裝置：

MD系統（Mobile Doll System）
- 簡介：

外觀與OZ次世代MS麥丘留士大致相同，塗裝為粉白色，反射磁鼓從十具增至二十具。本機與拜葉特·休潘為兄弟機。
"行星防禦盾牌"是具有"反射磁鼓"能力的盾牌，能與反射磁鼓聯用。
- 備註：

Shuivan在法文有「後繼」、「接下來」的意思。
單一個圓盤叫作"反射磁鼓"（Reflector Drum），"行星防禦系統"（Planate Defencer）由多於一個反射磁鼓組成。
塗裝的顏色來自"Gundam War"卡片。

### 次代鋼彈（Gundam Epyon）
次代鋼彈（Gundam Epyon）
- 型號：OZ-13MS
- 駕駛員：傑克斯．馬吉斯（Zechs Merquise）；以最後駕駛者為準
- 全高：17.4公尺
- 重量：8.5公噸
- 裝甲：GUNDAM尼姆合金
- 製造者：特列斯·克休里納達（Trieze Khushrenada）
- 性能級數︰

作戰能力（Fighting ability）︰160級數
攻擊火力（Weapon）︰140級數
機動能力（Speed）︰160級數
引擎出力（Power）︰150級數
防禦能力（Armoured）︰140級數
以OZ量產MS里歐整體性能為100級數作基準換算。
- 武裝：

大型光束軍刀（Beam Sword）x1
次代盾牌（Epyon Shield）x1
高性能電熱鞭（Heat Rod）x1；與次代盾牌一體
火神砲（Vulcan）x2；傑克斯加入白色獠牙後
- 特殊裝置：

可變形機構
零式系統（Zoning & Emotional Range Omitted System）
- 簡介：

OZ總帥特列斯為對OZ幕後出資者－羅姆斐拉財團的MD化政策表達不滿，利用原型機托爾吉斯（Tallgeese）及五台GUNDAM的資料而完成之機體，與飛翼GUNDAM零式同樣擁有可變形機構（雙腳成為機首，而電熱鞭成為尾部，外型與雙頭飛龍相近）。由於OZ次世代MD-比爾哥（Virgo）擁有行星防禦系統，導致一般光束武器難以對其造成傷害，因此本機武裝皆為接近戰武器，同時減少不必要的武裝重量以換取更高機動性。只有接近戰的武裝理念也符合騎士道精神，據特列斯稱，本機為決鬥用之機體。
傑克斯帶著次代GUNDAM加入武裝組織白色獠牙後，本機的頭部被追加了兩門牽制用的火神砲。
本機為繼飛翼GUNDAM零式後第二台搭載零式系統之機體，性能與後者不相伯仲。
光束劍由機體自身之動力爐直接供給能源，光束有效範圍及破壞力皆比一般接近戰光束武器為高。
在決戰中被飛翼GUNDAM零式斬去左臂，之後用光束劍刺天秤座號的動力爐後行蹤不明。
在小說《冰結的淚滴》中證實原本傑克斯將此機體託付給舊戰友——艾爾夫‧歐尼蓋爾保管，最後被迪斯奴夫·諾因海姆暗中回收並將艾爾夫‧歐尼蓋爾殺死，還裝上了銀色的左臂。由迪斯奴夫製造的傑克斯·馬吉斯立體影像駕駛，最終被希洛擊毀。
- 備註︰

機械設定︰大河原邦男
Epyon轉寫自希臘文επιών（epion；古希臘文：ἐπιών épiṓn）, 意思為「次之」，可引申為「次世代的」，故又譯「次世代鋼彈」。
香港電視動畫版曾把此機譯作「惡魔GUNDAM」，後官方定名為「GUNDAM艾比安」。

#### 次代鋼彈（EW版）
登場於漫畫《新機動戰記鋼彈W Endless Waltz 敗者們的榮耀》，其武裝與次代鋼彈(TV版)大致相同
與TV版同樣可以變形成雙頭飛龍形態，其推進完全依靠龍翼推進器推進器來驅動本機（TV版而則是依靠腰部的推進器來驅動）
於漫畫《新機動戰記鋼彈W Endless Waltz 敗者們的榮耀》中在傑克斯和次代鋼彈加入白色獠牙後，特里斯還將本機的追加武裝「狂飆突進裝備（Sturm und Drang Unit）」送過去給他，僅限EW版的本機使用，這是採用本機背部的龍翼為造型，所打造出來的產物，為了使用這個武裝，原本安裝在左腕的專用護盾和熱能鞭就改安裝在臀部，當成龍尾，並且透過線纜連接這個追加武裝，來為其補充能量。

### 水瓶座GUNDAM（Gundam Aquarius）
水瓶座GUNDAM（Gundam Aquarius）
- 型號：OZ-14MS
- 駕駛員：不明
- 全高：17.6公尺
- 重量：9.4公噸
- 裝甲：GUNDAM尼姆合金
- 製造者：OZ
- 性能級數︰

作戰能力（Fighting ability）︰150級數
攻擊火力（Weapon）︰150級數
機動能力（Speed）︰125級數
引擎出力（Power）︰145級數
防禦能力（Armoured）︰180級數
以OZ量產MS里歐整體性能為100級數作基準換算
- 基本武裝：

電熱鞭（Heat Rod）×2
- 選用武裝：

105mm來福槍（105mm Rifle）x1
杜賓槍（Dober Gun）x1
- 特殊裝置：

反MD系統（Anti MD System）
- 簡介：

本機並無出現在任何官方動畫與漫畫中。根據官方設定，本機與次代GUNDAM為兄弟機並由OZ總帥特列斯·克休里納達同時完成，根據特里斯的構思，為了協助次代鋼彈在戰場上的廝殺，便為本機設計了一個新型武器——反MD系統，而攻擊目標主要針對MD，方式為透過裝備在雙肩之干擾器發放電腦病毒以破壞MD之攻擊識別系統(是將半徑一百公尺範圍內的MD(機動人偶)群與其指揮系統之間切斷連接，使MD機能故障，就像中了電腦病毒一樣)。
本機擁有殖民後世紀MS中幾乎最厚重的裝甲，因此雖能以高速航行但機動性低，也由於動力爐大部分能源均被用作推力及干擾器上，導致難以使用光束武器，故此武裝只有設在雙前臂上之兩根電熱鞭，或借用OZ量產型MS里歐（Leo）之武裝。

### 其他
陶拉斯
以宇宙戰開發的可變形MS，擁有高機動性，無論是在宇宙還是在大氣層内，都能夠活動自如，原本是OZ要打算取代里歐的。
是OZ第一款把MD系統應用於實戰的機種，機体塗裝方面OZ正規軍為黑色
白色塗裝機為身處山克王國的原OZ特尉露克蕾琪亞·諾茵於地下管道接收了部份OZ的陶拉斯，並將其改為陸戰用的機體（動畫第31話），武裝則追加近戰用的光束軍刀。
白色獠牙從月面基地接收此機體後將塗裝改為深桃紅色。
自從新型MD比爾哥（Virgo）問世後，此機種被逐漸被淘汰。
- 備註︰

機械設定︰Katoki Hajime（カトキハジメ）
艾亞利茲（Aries）
- 簡介：

為OZ(黃道帶組織)繼里歐之後，所研發的第二款量產機動戰士，由於艾亞利茲是以「進行空降突擊作戰」為主要構想，為了強調其機動性，也考量到敵軍會在天空上發動襲擊，於是在艾亞利茲的雙肩裝設兩具大型大功率直旋式渦輪噴射引擎，就連後腰的機翼和腿部也一樣安裝推進器，使其有能力在大氣層內獨立飛行。然而因為輕量化的原故，除了使用中空骨架之外，更是大幅刪減裝甲以減輕機體自重，導致艾亞利茲的防禦力非常的薄弱，是其最大缺點。
塗裝標準色為灰藍色，OZ塗裝為灰黑色，OZ隊長機塗裝為軍綠色，露克蕾琪亞·諾茵專用機（隊長機）除基本塗裝為軍綠色外，其細部的顏色與一般OZ隊長機稍有不同。
- 機翼掛載︰

連射來福槍（Chainrifle）x1
四管飛彈筴艙（4-tube Missile Pod）×1~2；動畫表現
- 特殊裝置：

機翼掛點（Wing Hardpoint）×4
可變形機構
- 備註︰

機械設定︰Katoki Hajime（カトキハジメ）
機體名稱來源自白羊座
GGEN 航空力士
特拉哥斯（Tragos）
- 簡介：

本機種的開發是以中、遠程火力支援為目的，其半人馬式的裝甲底盤設計可使發射肩上兩門大口徑加農砲時不至失去其平衡性，或在進行支援性砲擊時有利於機體隱蔽在障礙物後方，是OZ所研發的第三款量產機動戰士。底盤的可變結構能彈出雙腳，使其成為像一般的MS以雙腳行走，然而MS形態下機動性不及里歐（Leo）。
一般為基地守備部隊作重火力壓制支援的機動自走砲，亦作為地球統一聯合和OZ駐中東部隊的主力機體，但因火力支援和機動性方面日漸不符戰場上的要求，OZ在「新星作戰」（Operation NOVA）期間將其逐漸淘汰。
- 備註︰

機械設定︰Katoki Hajime（カトキハジメ）
機體名稱來源自魔羯座（山羊座）
Tragos在希臘語為「山羊」，日本習慣把魔羯座稱作「山羊座」。
雖然日本動畫官方網站表示OZ-07MS 特拉哥斯（Tragos）是以魔羯座為名，但魔羯座的英文為Capricorn，而且名為Capricorn的機體出現在外傳Tiel's Impluse裡面，其型號為OZ-11MS，剛好補足OZ體系MS的缺號之一，卻讓黃道十二宮獨缺人馬座（Sagittarius）。
坎沙（Cancer）
- 簡介：

於A.C.190年前期開發出的第一款兩棲可變形MS（Amphibious Variable MS），機體本身是以水上工程用機體為基礎打造出來的，因此在外形上是呈非人類的外形，故將腿部廢除，可以在水中進行攻擊，或使用飛彈突襲海邊沿岸港口、軍事基地或MS。在水下航行時能變形成潛航型態以提高速度和機動性，以噴水式引擎（Hydrojet Engine）作為主要推進，機動則是兩臂上的環形可逆向螺旋槳葉片。
蟹鉗狀之兩個大型鉗子能作近距離攻擊，每個鉗子搭載兩門魚雷發射器。
地球圈統一聯合塗裝為海藍色，OZ塗裝為紅色。
一般來說，魚雷與飛彈是兩種完全不同的武器，但從動畫中的表現，此機種的魚雷可作水下攻擊，也可當飛彈攻擊水上的目標。
於動畫版第29集中，此機種能從鉗子中伸出電熱釘進行水下切割作業。
- 備註︰

機械設定︰Katoki Hajime（カトキハジメ）
機體名稱來源自巨蟹座
派西斯（Pisces）
- 簡介：

為黃道帶組織(OZ)研發的第二款水中用機體，與坎沙同為水戰用量產機，塗裝為藍色，同樣能變形成潛航型態，其粗大的雙臂雖然看起來很笨重，但對在水中進行活動的本機而言，是個最佳利器，手部是個槳葉狀爪子，其爪子可收縮或張開，便於進行粗莽的格鬥，首部前端的洞口内藏可伸縮機械臂，方便進行一般人做不來的精密任務，比起坎沙，本機更具備水上工程用機體的特性，泛用性也很高，但與坎沙不同，本機設有腿部，能夠抵達岸邊後直接用腳走上岸。
- 備註︰

機械設定︰Katoki Hajime（カトキハジメ）
機體名稱來源自雙魚座
海德拉GUNDAM（Hydra Gundam）
- 型號：OZ-15AGX
- 機體類型：可變形高機動性MS（Transformable High Mobility Mobile Suit）
- 駕駛員：瓦魯達·法基路（Valder Farkill）
- 製造者：OZ
- 全高：

MS形態︰24.6公尺
高機動形態︰19.4公尺
- 重量：21.7公噸
- 動力輸出：15965千瓦
- 推力：316950公斤
- 裝甲材料：

GUNDAM尼姆合金（Gundanium Alloy）
鈦合金（Titanium Alloy）
- 電子設備：

複合式感應系統（Compound Sensor System）
匿蹤干擾裝置（Stealth Jammer）
- 武裝：

光束劍（Beam Sword）×1
破壞步槍（Buster Cannon）x1
肩爪（Shoulder Claw）x2
EMF盾牌（EMF Shield）x1
- 特殊裝置：

可變形機構
- 簡介：

肩爪（Shoulder Claw）可以脫離本體改由線控進行攻擊，變形成為高機動形態後時雙腿會收攏並藉由裙甲內的噴射器獲得高機動性，速度足以趕上使用PX系統航行的GUNDAM。
- 備註：

Hydra即為長蛇座。
GUNDAM班雷普歐斯（Gundam Burnlapius）
- 型號：OZ-10VMSX-2
- 機體類型：可變形MS（Transformable Mobile Suit）
- 駕駛員：克拉茲·榭爾比（Kratz Silvy）
- 製造者：OZ普萊斯
- 開發者：沛魯傑博士（Dr. Berg）
- 武裝：

電熱劍（Heat Sword）×1
快速射擊器（Rapid Shot）×2；與劍一體
蛇爪（Python Claw）x2；近戰形態
盾牌（Shield）x1
- 特殊裝置：

可變形機構
PX系統
- 簡介：

GUNDAM亞斯克雷普歐斯的延伸型，兩機均擁有快速射擊器、蛇爪及能變形成為近戰形態。
- 備註：

Burnlapius確切的意思不明。由於GUNDAM班雷普歐斯是GUNDAM亞斯克雷普歐斯（Gundam Aesculapius）的延伸型，因此推測Burnlapius可能是把「Burn」與「Aesculapius」取字尾「lapius」，兩者合併而成。
斯德畢爾（Scorpio 天蠍座）
- 型號：OZ-16MSX-D
- 駕駛員：域陀·澤恩思（Victor Gaintz）
- 全高：23.5公尺
- 重量：17.8公噸
- 裝甲：GUNDAM尼姆合金
- 製造者：羅姆斐拉財團（Romefeller Foundation）
- 武裝：

光束刺刀（Beam Bayonet）x1；巡航形態 x2
小型飛彈（Micro Missile）x30
電熱鞭（Heat Rod）x1；巡航形態
行星防禦盾牌（A.S. Planet Defensor）x1
- 特殊裝置：

MD系統（Mobile Doll System）
可變形機構
- 簡介：

OZ為保護宇宙MD工場"偉卡魯士"（Vulkanus）而製造之機體，是於外傳漫畫《新機動戰記鋼彈W 和平主義者的戰場》登場，為後殖民世紀中體積最大之機動戰士（幾乎是一般機體的1.5倍），塗裝為紅色，巡航形態外型與蠍子相近（而光束刺刀可成為鉗子，電熱鞭成為尾部），本機之可變形機構為單向性，只能從巡航形態變成MS形態。
光束刺刀包含光束來福槍及光束軍刀兩種機能。行星防禦盾牌衍生自比爾哥（Virgo）所配備的反射磁鼓，體積較後者大。還有小型飛彈30枚，分別安裝在兩肩和胸甲内。
本機於沒有駕駛員時以能以內置的MD程式驅逐任何接近機體，必須輸入正確密碼才會解除。但密碼只有OZ的兹巴洛夫和杜邁爾·加泰羅尼亞兩人知道。
- 備註︰

機械設定︰石垣純哉
蒼白次代鋼彈（Gundam Epyon Pai）
- 型號：OZ-13MS2
- 駕駛員：張五飛
- 全高：17.4公尺
- 重量：8.5公噸
- 裝甲：GUNDAM尼姆合金
- 特殊裝置：

超電磁共振波產生器
可變形機構
- 簡介：

是預防者組織以次代鋼彈為基礎，仿製出來的新機體，可被成為次代鋼彈的二號機。
從基本資料來看，本機的造型和外形自然與二十多年前的一號機（初號機）完全相同，但是配色方面，卻改用白色和藍色的雙色搭配。
而且，為了能夠讓身為本機的駕駛員的張五飛快速上手，還將本機的操縱系統調整成張五飛專用，並且安裝在駕駛艙內的零式系統，以及特製頭盔都有所保留，以便在五飛遇到何種狀況時，都能不落下風。雙腿也搭載了超電磁共振波產生器，所引發的強烈振動可是會導致地面出現龜裂。
其武裝方面，是將一號機（初號機）所使用的大口徑高出力光束劍取代成光束三叉戟，是將原本神龍鋼彈和二頭龍鋼彈的戰鬥風格還原了出來，以加強本機的攻擊性

## 馬格亞那克隊（Maganac Corps）
由四十名反抗OZ的阿拉伯籍MS駕駛員組成之私人軍隊，其目的為解放於殖民地工作的勞工，隊中各人幾乎都使用同一款機種，各小隊隊長則有特裝機。
馬格亞那克（Maganac）
- 型號：WMS-03
- 全高：16.4公尺
- 重量：7.4公噸
- 裝甲：鈦合金
- 性能級數︰

作戰能力（Fighting ability）︰110級數
攻擊火力（Weapon）︰110級數
機動能力（Speed）︰100級數
引擎出力（Power）︰100級數
防禦能力（Armoured）︰100級數
以OZ量產MS里歐整體性能為100級數作基準換算。
- 基本武裝：

電熱斧（Heat Tomahawk）x1
光束來福槍（Beam Rifle）x1
- 選用武裝（每台皆不同）：

光束軍刀（Beam Saber）
電熱刀（Heat Saber）
來福槍（Rifle）；有分手持與直接固定於手臂等樣式
大型來福槍（Large-scale Rifle）
盾牌（Shield）
拳刃（Katar）
光束加農砲（Beam Cannon）
大型飛彈發射器（Missile Launcher）
對MS用飛彈（Missile）×2；主要設在肩上
- 衍生機︰

馬格亞那克 阿布多爾機（Maganac Abdul Custom）
馬格亞那克 亞福馬特機（Maganac Ahmad Custom）
馬格亞那克 奧達機（Maganac Auda Custom）
馬格亞那克 拉席得機（Maganac Rasid Kurama Custom）
- 簡介：

為中東國家在溫拿公司的財力支持下，首次獨自研發出來的機動戰士，此量產機種主要應對沙漠作戰，幾乎都隸屬於沙漠GUNDAM駕駛員卡特爾的門下。其綜合性能和里歐相去不遠，但擁有高度泛用性，且還能夠適應沙漠的炎熱環境，甚至進行細微改造（推進器加強）就能上宇宙，機體關節處還經過防塵處理，即使眼前沙塵不斷，也能維持機體的運作。
主武裝大多為電熱斧與光束步槍，但各機均會額外配屬一兩款武裝以應對個人需要，在劇情中幾乎都跟著卡特爾一起登場並在許多戰場上展現高超戰技。
- 備註︰

機械設定︰石垣純哉
"Maganac"在菲律賓塔加洛語（Tagalog）中意思為「家族」。
歐利凡特（Olifant）
- 型號：WMS-04
- 全高：13.6公尺
- 重量：7.6公噸
- 裝甲：鈦合金
- 性能級數︰

作戰能力（Fighting ability）︰110級數
攻擊火力（Weapon）︰110級數
機動能力（Speed）︰110級數
引擎出力（Power）︰100級數
防禦能力（Armoured）︰110級數
以OZ量產MS里歐整體性能為100級數作基準換算。
- 武裝：

光束槍（Beam Gun）x1；固定在機身上
光束機槍 x1；固定在機身上
- 簡介：

衍生自馬格亞那克，除了頭部造型與馬格亞那克相同，而上半身則被打造成像炮塔一樣的形狀，僅配備光束炮一門和光束機槍一門，並沒有雙臂，而大腿部分改成氣墊裝置，能於沙漠中高速行駛並為馬格亞那克隊提供優秀的火力支援。且其機體的移動性能比統一聯合軍、OZ(黃道帶組織)的特拉哥斯還要優秀。
- 備註︰

機械設定︰石垣純哉
"Olifant"在英語中意思為「象牙號角」。

## 瑪莉梅亞軍（Mariemaia Army）
巴頓財團扶植OZ統帥特列斯之女瑪莉梅亞作傀儡領袖的軍隊，目的為實行第二次流星作戰。
沙貝特（Serpent 巨蛇座）
- 型號：MMS-01（OZ-17MS）
- 駕駛員：瑪莉梅亞軍士兵
- 全高：16.6公尺
- 重量：8.6公噸
- 動力輸出：2998千瓦
- 推力：72030公斤
- 裝甲：新鈦合金（Neo-Titanium Alloy）
- 製造者：巴頓財團（Barton Foundation）
- 武裝：

二連裝格林機槍（Double Gatling Gun）×1
追蹤導彈（Homing Missile）x16
- 附加武裝：

光束加農砲（Beam Cannon）x1
火箭砲（Bazooka）x1
- 簡介：

巴頓財團為實行第二次流星作戰而秘密生產的高性能MS(本來是統一聯合軍殘黨為了對抗OZ連同羅姆菲勒財團所研發的機動人偶，而研發出來的新機體)，共有五百台，由於重武裝GUNDAM同樣在巴頓財團支持下開發，因此本機種武裝與性能皆與重武裝GUNDAM相近。
在劇場版Endless Waltz中，瑪莉梅亞軍降落地球圈時把五百台中的四百七十台沙貝特投入實戰（有三十台於突入大氣層前已被托爾吉斯III摧毀），並使托爾吉斯III、陶拉斯（山克王國樣式）、地獄死神GUNDAM、重武裝GUNDAM改及沙漠GUNDAM改陷入苦戰（除雙方數量差距過大外，傑克斯、諾茵及GUNDAM駕駛員因不願攻擊駕駛艙導致作戰更加困難）。由於新鈦合金裝甲強度較舊式鈦合金為高，導致各機之武器消耗更大從而令作戰時間更少，但隨著地球圈人民的覺醒與瑪莉梅亞軍的內亂終讓第二次流星作戰宣告失敗，沙貝特部隊成員全部棄機投降。
- 備註︰

巨蛇座（Serpent）為蛇夫座手握之蛇，但Endless Waltz把此機種譯為蛇夫座（Ophiuchus）。
型號中的MMS為「Mariemaia army MS」。
卡普科恩 Capricorn
- 型號：OZ-11MS
- 機體類型︰原型MD（Prototype Mobile Doll）
- 製造者：瑪莉梅亞軍（Mariemaia Army）
- 裝甲材料︰鈦合金（Titanium Alloy）
- 基本武裝︰

電熱鞭（Heat Rod）x2
- 簡介︰

以OZ量產機里歐（Leo）為基礎而開發的試作機種，原定作為參與第二次流星作戰用的MS，但在瑪莉梅亞軍主謀迪基姆·巴頓發現T'ien-LungGUNDAM可以利用零式系統遙距操縱MD後，此機種被改為無人駕駛機，其後在迪基姆獲得新型MS沙貝特（Serpent）的設計圖後，此機種已停止量產。
- 備註：

Capricorn即為"魔羯座"。

人物、機體等譯名，原則上使用青文出版社的譯名，較為通用，僅在部分翻譯謬誤的地方（如裝甲材料、電子設備、武裝等）予以修正，並附上原文以供對照。

## MO-V資源衛星
GUNDAM傑姆納斯 1號機（Gundam Geminass 01）
- 型號：OZX-GU01A
- 機體類型：原型多模組MS（Prototype Multi-mode Mobile Suit）
- 駕駛員：安迪·巴涅特（Odin Bernett）
- 製造者：MO-V資源衛星
- 開發者：沛魯傑博士（Dr. Berg）
- 全高：17.3公尺
- 重量：7.9公噸
- 全備重量：10.2公噸；裝備宇宙用組件
- 動力輸出：6479千瓦
- 推力：96365公斤
- 裝甲材料：

GUNDAM尼姆合金（Gundanium Alloy）
月球陶瓷（Luna Ceramic）
細密克維拉複合材(Fine Kevlar)
- 電子設備：

雷射通信系統（Laser Communication System）
AI搭載型射控系統（A.I.-equipped Fire Control System）
三維掃描信管（3D Mostronics）
質量感應型索敵系統（Mass Reaction Search System）
- 基本武裝：

光束劍（Beam Sword）×2
G-UNIT盾牌（G-UNIT Shield）x1
- 選用武裝：

加速來福槍（Accelerate Rifle）x1；可收納到G-UNIT盾牌裡
- 選用組件（UNIT）：

宇宙用組件（Space Unit）x1
- 特殊裝置：

UNIT系統
PX系統
- 簡介：

OZX-GU系列機體於A.C.195年在資源衛星MO-V進行秘密研發，OZ的MS技術開發部門利用MO-V上的里歐生產線和技術人員，以一台在15年前繳獲的非法製造MS為設計藍本製造OZX-GU系列機體，並試驗性地採用了可以大大增強駕駛員反應能力的PX系統和相應的「G-UNIT」新技術概念。
- 備註︰

Geminass意思為雙子座。
裝甲材料中的克維拉是美國杜邦公司的著名產品之一，是具有高強度的人造纖維，最著名的應用是防彈背心（Bulletproof Vests），在裝甲的應用上，許多戰車的裝甲內部具有防剝落襯層（Spall Liner），是設計用來保護乘員和設備，而防剝落襯層通常由克維拉（Kevlar）或迪尼瑪（Dyneema）等材質製造。
音速GUNDAML.O.（Gundam L.O. Booster）
- 型號：OZX-GU01LOB
- 機體類型：可變形MS（Transformable Mobile Suit）
- 駕駛員：

安迪·巴涅特（Odin Bernett）
蘿榭·拿菟諾（Roche Nattono）
- 製造者：MO-V資源衛星
- 全高：

MS形態︰22.3公尺
高速巡航形態︰26.4公尺
- 重量：23.8公噸
- 動力輸出：14099千瓦
- 推力：231840公斤
- 裝甲材料：GUNDAM尼姆合金（Gundanium Alloy）
- 電子設備：

雷射通信系統（Laser Communication System）
AI搭載型射控系統（A.I.-equipped Fire Control System）
三維都卜勒雷達（3D Doppler Radar）
- 基本武裝：

光束劍（Beam Sword）×2
反應盾牌（Reactive Shield）x1
強力光束加農砲（Thrust Beam Cannon）×2
- 選用武裝：

輕型加速衝鋒槍（Lightweight Accelerate Submachine Gun）x1
- 特殊裝置：

可變形機構
UNIT系統
PX系統
- 簡介：

GUNDAM傑姆納斯 1號機加裝L.O.Booster並予以部分改裝，能變形成為高速巡航形態。強力光束加農砲裝設於雙肩，火力足以擊破OZ的MD所配備的行星防禦系統。
"L.O.Booster"全名為Liner Offence-Booster（線性攻擊推進器）。
GUNDAM傑姆納斯 2號機（Gundam Geminass 02）
- 型號：OZX-GU02A
- 機體類型：原型多模組MS（Prototype Multi-mode Mobile Suit）
- 駕駛員：歐帝·巴涅特（Odel Bernett）
- 製造者：MO-V資源衛星
- 開發者：沛魯傑博士（Dr. Berg）
- 全高：17.3公尺
- 重量：7.9公噸
- 全備重量：10.2公噸；裝備宇宙用組件
- 動力輸出：6479千瓦
- 推力：96365公斤
- 裝甲材料：

GUNDAM尼姆合金（Gundanium Alloy）
月球陶瓷（Luna Ceramic）
細密克維拉複合材(Fine Kevlar)
- 電子設備：

雷射通信系統（Laser Communication System）
AI搭載型射控系統（A.I.-equipped Fire Control System）
三維掃描信管（3D Mostronics）
質量感應型索敵系統（Mass Reaction Search System）
- 基本武裝：

光束劍（Beam Sword）×2
G-UNIT盾牌（G-UNIT Shield）x1
- 選用武裝：

加速來福槍（Accelerate Rifle）x1；可收納到G-UNIT盾牌裡
- 選用組件（UNIT）：

宇宙用組件（Space Unit）x1
- 特殊裝置：

UNIT系統
PX系統
- 簡介：

與GUNDAM傑姆納斯 1號機為兄弟機，其塗裝為寶藍色，兩者基本性能與武裝完全相同。
- 備註︰

Geminass意思為雙子座。
GUNDAM亞斯克雷普歐斯（Gundam Aesculapius）
- 型號：OZ-10VMSX
- 機體類型：可變形MS（Transformable Mobile Suit）
- 駕駛員：

蘿榭·拿菟諾（Roche Nattono）
銀色克勞恩（Silver Crown）；歐帝·巴涅特（Odin Bernett）化名
- 製造者：OZ普萊斯
- 開發者：沛魯傑博士（Dr. Berg）
- 全高：18.2公尺
- 重量：12.8公噸
- 動力輸出：7935千瓦
- 推力：127940公斤
- 裝甲材料：

GUNDAM尼姆合金（Gundanium Alloy）
鈦合金（Titanium Alloy）
- 電子設備：

全方位主動掃描儀（Omnidirectional Active Scanner）
主動干擾裝置（Active Jammer）
- 基本武裝：

光束劍（Beam Sword）×2
快速射擊器（Rapid Shot）×4；近戰形態
蛇爪（Python Claw）x2；近戰形態
- 選用武裝：

G-UNIT盾牌（G-UNIT Shield）x1
加速來福槍（Accelerate Rifle）x1；可收納到G-UNIT盾牌裡
- 特殊裝置：

可變形機構
UNIT系統
PX系統
- 簡介：

本體為GUNDAM傑姆納斯 2號機，變形成為近戰形態後（蛇爪會套到雙手上）能提高接近戰能力，每個蛇爪上有兩個快速射擊器。后被夺回成为MO-V战力之一。
- 備註：

"Aesculapius"是古希臘神話中醫藥之神（阿斯克勒庇俄斯）的名字，同時亦含有蛇夫座的意思。
幻象GUNDAM（Gundam Griepe）
- 型號：OZ-19MASX
- 機體類型：可變形MS（Transformable Mobile Suit）
- 駕駛員：安迪·巴涅特（Odin Bernett）
- 製造者：OZ
- 全高：

MS形態︰22.8公尺
戰機形態︰25.2公尺
- 重量：18.2公噸
- 動力輸出：18945千瓦
- 推力：344797公斤
- 裝甲材料：GUNDAM尼姆合金（Gundanium Alloy）
- 電子設備：

光導主動式聲納（Optical Active Sonar）
脈衝雷射通信系統（Pulse Laser Communication System）
前翼穩定裝置（Canard Stabilizers）
- 基本武裝：

光束魚叉（Beam Lancer）×1
破壞米加粒子砲（Buster Mega Particle Cannon）x1
反射護罩（Reflect Shield）x2
- 選用武裝：

超級米加粒子砲（Hyper Mega Particle Launcher）x1
- 特殊裝置：

可變形機構
UNIT系統
PX系統
- 簡介：

GUNDAM傑姆納斯 2號機駕駛員歐帝·巴涅特化名為銀色克勞恩（Silver Crown）並藏身於OZ普萊斯時秘密建造之機體。
使用破壞米加粒子砲時上半身會變形成為戰機形態，翅膀狀的反射護罩能把敵方光束攻擊無效化，防禦力足以抵擋OZ普萊斯MS拜葉特·休潘之光束加農砲。
- 備註︰

Griepe確切的意思不明。目前只找到Griepe在東Frisian方言中相當於英文Grip，也就是"掌握"的意思。(德國下薩克遜區僅剩約兩千人使用的冷門方言)。青文如何將Griepe譯為"幻象"，則是未知。
D-Unit
- 機體類型：MD（Mobile Doll）
- 製造者：MO-V資源衛星
- 特殊裝置：

MD系統（Mobile Doll System）
- 簡介：

利用OZ量產型MS里歐（Leo）的部分零件，再結合其他零件所拼裝出來的防禦專用機動人偶，機體只有上半身，雙臂改造成非可動肩部關節，然後才安裝光束加農炮兩門，而其武裝的後面還設有噴口，用於調整身體姿勢。裙甲下裝有大型推進器，以提高本機的移動能力。

## 其他
作業用MS（Operating Mobile Suit）
Mobile Suit為「Manipulatavl Order Build and Industrial Labors Extended SUIT」的簡稱，其意思為「建設及工業勞動用有腕式擴充型（宇宙）服」。
MS原本是為了輔助建造宇宙殖民地而開發出來的產物，基本上沒有保護駕駛員的防護裝備，標準作業用MS的雙臂（主臂）細長，腕部和肩部後方還分別設置了一個三指和一個四指的可摺曡式輔助臂，一般主要用於搬運各種的物品，這從動畫版第21話可以看見其身影。
旅鼠（Lemming，レミング）
- 外傳 ~右手持鐮，左手擁你~
- 駕駛員：

塞依
雅蒂·葛蘿莉亞
- 裝甲材料：鋼彈尼姆合金；根據張五飛的推測
- 開發者︰L夫人（Madam L）；L是指Lemming（旅鼠）
- 武裝：

火神砲（Vulcan）x2
- 特殊裝置：

旅鼠系統（Lemming System）
- 簡介：

博士們（不單指五位GUNDAM科學家）認為與其讓武器實際運用於戰場，不如讓世人了解武器若被運用於戰場時的可怕，藉此嚇阻戰爭的發生。因此，博士們想到了三種手段。
第一，就是發明威力更強大的兵器，使其具有強大的嚇阻能力，於是設計出托爾吉斯、飛翼GUNDAM零式這類的MS。
第二，基本上是延續第一項的觀點，就是把駕駛員也當成是兵器中的一部份，盡可能地提升他們的戰鬥能力，其結果就是「零式系統」。
第三，以消滅人類本身，作為全面終結戰鬥行為的一種概念，其結果就是「旅鼠」。
L夫人（本名為Louisa Lovecraft）所開發的「旅鼠」，理論上不需要依靠人類操縱，但必須以"人類的攻擊衝動"作為MS的啟動媒介，這也是為什麼需要駕駛員的原因（因為機器不會有情緒），而且當系統經由駕駛員大腦內掌管情緒的神經，刺激並提高人類戰鬥的衝動，其影響的不只是駕駛員本身，當駕駛員的衝動經過「旅鼠系統」增幅後，還會對外擴散影響周遭的人，與駕駛員的衝動產生共鳴的人類，也會獨立攻擊共同的目標，被系統所控制的駕駛員（包含周遭被系統控制的駕駛員），其操控能力亦會提升。
「旅鼠」的上半身為人形，下半身則是如同蛇一般的身體，裝甲也如同蛇鱗披覆在上面，其下半身的機體表面亦散佈著許多的觸腳，使其在重力的環境下能夠靈活移動。
- 備註︰

旅鼠效應泛指在團體中盲目跟隨的行為。